# Polyplectron
Genre
Polyplectron est un genre d'oiseaux de la famille des Phasianidae.

## Liste d'espèces
D'après la classification de référence (version 5.1, 2015) du Congrès ornithologique international (ordre phylogénique) :
- Polyplectron chalcurum – Éperonnier à queue bronzée
- Polyplectron inopinatum – Éperonnier de Rothschild
- Polyplectron germaini – Éperonnier de Germain
- Polyplectron bicalcaratum – Éperonnier chinquis
- Polyplectron katsumatae – Éperonnier de Hainan
- Polyplectron malacense – Éperonnier malais
- Polyplectron schleiermacheri – Éperonnier de Bornéo
- Polyplectron napoleonis – Éperonnier napoléon